# 下和泉
下和泉（しもいずみ）は、神奈川県横浜市泉区の地名。現行行政地名は下和泉一丁目から下和泉五丁目。住居表示実施済み区域。

## 地理
泉区の南部に位置し、西・北・東に和泉町、北東に和泉が丘、南に戸塚区深谷町および俣野町に接している。

### 面積
面積は以下の通りである。
| 丁目         | 面積（km²） |
| ------------ | ----------- |
| 下和泉一丁目 | 0.068       |
| 下和泉二丁目 | 0.103       |
| 下和泉三丁目 | 0.133       |
| 下和泉四丁目 | 0.137       |
| 下和泉五丁目 | 0.083       |
| 計           | 0.524       |

### 地価
住宅地の地価は、2025年（令和7年）1月1日の公示地価によれば、下和泉3-13-7の地点で12万3000円/m²となっている。

## 歴史

### 沿革
- 2012年（平成24年）10月22日 - 住居表示の実施（泉区和泉町第一次地区）[7]に伴い、和泉町の一部から下和泉一丁目〜下和泉五丁目を新設する[8]。

### 町名の変遷
| 実施後       | 実施年月日                 | 実施前（各町名ともその一部） |
| ------------ | -------------------------- | ---------------------------- |
| 下和泉一丁目 | 2012年（平成24年）10月22日 | 和泉町（一部）               |
| 下和泉二丁目 | 2012年（平成24年）10月22日 | 和泉町（一部）               |
| 下和泉三丁目 | 2012年（平成24年）10月22日 | 和泉町（一部）               |
| 下和泉四丁目 | 2012年（平成24年）10月22日 | 和泉町（一部）               |
| 下和泉五丁目 | 2012年（平成24年）10月22日 | 和泉町（一部）               |

## 世帯数と人口
2025年（令和7年）6月30日現在（横浜市発表）の世帯数と人口は以下の通りである。
| 丁目         | 世帯数    | 人口    |
| ------------ | --------- | ------- |
| 下和泉一丁目 | 330世帯   | 704人   |
| 下和泉二丁目 | 516世帯   | 1,090人 |
| 下和泉三丁目 | 719世帯   | 1,463人 |
| 下和泉四丁目 | 589世帯   | 1,180人 |
| 下和泉五丁目 | 466世帯   | 1,007人 |
| 計           | 2,620世帯 | 5,444人 |

### 人口の変遷
国勢調査による人口の推移。
| 年                 | 人口  |
| ------------------ | ----- |
| 2015年（平成27年） | 5,733 |
| 2020年（令和2年）  | 5,515 |

### 世帯数の変遷
国勢調査による世帯数の推移。
| 年                 | 世帯数 |
| ------------------ | ------ |
| 2015年（平成27年） | 2,322  |
| 2020年（令和2年）  | 2,310  |

## 学区
市立小・中学校に通う場合、学区は以下の通りとなる（2024年11月時点）。
| 丁目         | 番・番地等                                                                        | 小学校                 | 中学校               |
| ------------ | --------------------------------------------------------------------------------- | ---------------------- | -------------------- |
| 下和泉一丁目 | 全域                                                                              | 横浜市立中和田南小学校 | 横浜市立泉が丘中学校 |
| 下和泉二丁目 | 1〜5番、9番8号〜10番 11番18・19号、14番13〜21号 20番1・3〜5号、22〜27番           | 横浜市立中和田南小学校 | 横浜市立泉が丘中学校 |
| 下和泉二丁目 | 6番〜9番7号、11番1〜16号 12番〜14番12号 14番26号、15〜19番 20番2号、20番7号〜21番 | 横浜市立下和泉小学校   | 横浜市立泉が丘中学校 |
| 下和泉三丁目 | 全域                                                                              | 横浜市立下和泉小学校   | 横浜市立泉が丘中学校 |
| 下和泉四丁目 | 全域                                                                              | 横浜市立下和泉小学校   | 横浜市立泉が丘中学校 |
| 下和泉五丁目 | 5〜8番、11〜22番                                                                  | 横浜市立下和泉小学校   | 横浜市立泉が丘中学校 |
| 下和泉五丁目 | 1〜4番、9〜10番                                                                   | 横浜市立中和田南小学校 | 横浜市立泉が丘中学校 |

## 事業所
2021年（令和3年）現在の経済センサス調査による事業所数と従業員数は以下の通りである。
| 丁目         | 事業所数  | 従業員数 |
| ------------ | --------- | -------- |
| 下和泉一丁目 | 22事業所  | 163人    |
| 下和泉二丁目 | 22事業所  | 108人    |
| 下和泉三丁目 | 28事業所  | 121人    |
| 下和泉四丁目 | 16事業所  | 56人     |
| 下和泉五丁目 | 14事業所  | 74人     |
| 計           | 102事業所 | 522人    |

### 事業者数の変遷
経済センサスによる事業所数の推移。
| 年                 | 事業者数 |
| ------------------ | -------- |
| 2016年（平成28年） | 115      |
| 2021年（令和3年）  | 102      |

### 従業員数の変遷
経済センサスによる従業員数の推移。
| 年                 | 従業員数 |
| ------------------ | -------- |
| 2016年（平成28年） | 580      |
| 2021年（令和3年）  | 522      |

## 交通
- 環状4号線

## 施設
- 社会福祉法人くるみ保育園
- 学校法人友遊学園なかよしこども園
- 和泉土橋公園
- 下和泉公園

横浜市立下和泉小学校は和泉町、下和泉地区センターは和泉が丘一丁目にある。

## その他

### 日本郵便
- 郵便番号 : 245-0021[4]（集配局：横浜泉郵便局[14]）

### 警察
町内の警察の管轄区域は以下の通りである。
| 町丁         | 番・番地等     | 警察署     | 交番・駐在所 |
| ------------ | -------------- | ---------- | ------------ |
| 下和泉一丁目 | 全域\|泉警察署 | 下和泉交番 |              |
| 下和泉二丁目 | 全域\|泉警察署 | 下和泉交番 |              |
| 下和泉三丁目 | 全域\|泉警察署 | 下和泉交番 |              |
| 下和泉四丁目 | 全域\|泉警察署 | 下和泉交番 |              |
| 下和泉五丁目 | 全域\|泉警察署 | 下和泉交番 |              |